# 哈佛暑期學院
哈佛暑期学院（英语：Harvard Summer School）于1871年由哈佛大学建立，是美国最早的暑期学校。其课程概念为史上第一个暑期教学组织形式，每年超过5000名学生受惠。